# 駒場幼稚園
駒場幼稚園（こまばようちえん）は、東京都目黒区大橋二丁目に所在する私立共学幼稚園。

## 概要
都立駒場高等学校同窓会である財団法人駒場松桜会の記念事業の1つとして発足した私立幼稚園。設立当初は松桜会の理事長が直接幼稚園の運営に携わっていた。敷地は駒場高校に隣接し、運動会は駒場高校のグラウンドを借用するなど、現在も駒場高校及び松桜会とのつながりは深い。
倉橋惣三の教育理念を大切にし、「思考と行動の自主性の育成」を教育の柱に掲げ、教室での一斉指導は行わない。読み書きや計算などの先取り学習は一切行わない。
教師は園児の観察と場の提供に徹し、園児が、何をするか友達とどう接するかなどについて遊びの中で自主的に学んでいくことを実行している。園児を「あの子」「こういう子」ではなく「あの人」「こういう人」と呼ぶなど、教師が園児を対等な1人の人格として扱うことを徹底する。のびのびとした全人格的な成長を目指しており、例えば小学校受験などとは目指しているものが対極にある。
年度始めの組を解体しての異年齢混合編成による保育形態（解体保育）を取り入れ、園児は園舎や園庭など自分の判断で好きな場所に移動することができる。このため園舎は吹き抜けスロープ構造を採用し、階段を使わずにスムーズに移動できるように設計されている。
近年は、園児が自由に参加できるプログラムの1つとして、モンテッソーリ教育に準拠したクラスを取り入れ、定期的に有資格者の派遣を受けている。
運動会、餅つき、お泊まり会、卒園準備など、数多くの行事やイベントがあるが、多くの部分が父母によって支えられており、相当程度の自主的な参加と協力が求められる。これは園の教育理念に由来するところが大きい。園は父母や家庭のお手伝いをするのであり、「園にお任せする」タイプの発想とは対極にある。
お茶の水女子大学の内田伸子名誉教授らが、「いわゆる「難関大学」に合格するなどした経験がある人は、そうでない人に比べて、小学校に入学する前に思い切り遊んだり好きなことに集中したりしていた割合が高い」とする調査結果を公表した際に、そのような教育を実践している幼稚園としてNHKで紹介された。

## 教育目標
次の6項目を「大切にしていること」として掲げている。
- 遊びを中心にした園生活の中で、よく感じ、考え、表現し、生きる喜びを味わうこと
- 心と身体を動かし、物事を創りだす過程を十分に体験すること
- 自然が持つ教育力を重んじ、園内外の環境を有効に生かして豊かな経験を積み重ねること
- 仲間と十分に触れ合うことを通して、楽しさや葛藤を体験し、人と関わる力を身につけること
- 教師が連携を取り合い、一人一人の幼児の育ちを見つめ、教育すること
- 幼稚園と家庭とが協力し合い、幼児の安定した育ちと充実した環境の実現を目指すこと

## 沿革
- 1953年　都立駒場高校同窓会である財団法人駒場松桜会が幼稚園運営を決定
- 1954年　都立駒場高校に隣接した国有地と元輜重兵舎建物を借り受けて改装し園舎とする
- 1955年　駒場幼稚園創立
- 1956年　学校法人認可
- 1964年　解体保育開始
- 1972年　関東財務局より国有地と建物を購入
- 1973年　新園舎完成
- 2001年　学校法人名変更「学校法人駒場けやき学園」となる
- 2005年　創立50周年記念行事

## 交通
- 京王井の頭線駒場東大前駅 徒歩7分
- 東急田園都市線池尻大橋駅 徒歩12分
- 東急バス（若01・渋51・渋52）松見坂上停留所 徒歩1分

## 著名な卒園生
- 河合祥一郎（英文学者）
- 平田オリザ（劇作家）
- 小田島恒志（英文学者）